# Xhelal Bej Zogu

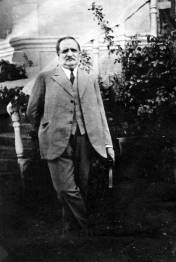

Xhelal Bej Zogu, właśc. Xhelal Bej Zogolli (ur. 14 maja 1881 w zamku Burgajet w krainie Mati, zm. 26 lutego 1944 w Stambule) – syn Dżemala Paszy Zogollego i Maliki Khanum, przyrodni brat Ahmeda Zogu.

## Życiorys
Był najstarszym synem Xhemala, dziedzicznego władcy regionu Mati w północnej Albanii i Meleque. Po śmierci matki w 1884, jego ojciec ożenił się ponownie z Sadije Toptani. Macocha pozbawiła Xhelala prawa do dziedziczenia po ojcu, na korzyść swojego syna Ahmeda.
W latach 1914–1915 współpracował politycznie ze swoim wujem Esadem Paszą Toptanim, jako przewodniczący sądu w Durrësie. Nosił wówczas tytuł księcia.
Był czterokrotnie żonaty. W kwietniu 1908 poślubił Ruhije Doshishti (Ruhijé Hanem), z którą rozwiódł się w 1912. Po raz drugi ożenił się 2 sierpnia 1931 w Burrelu, a jego wybranką była Iqbal, córka Izzeta Beja Peqiniego. Po jej śmierci w 1932, Xhelal poślubił Faikę Haillu, z którą rozwiódł się w 1933. Czwarty związek małżeński zawarł w maju 1934 z Hyrijet, córką Emina Beja Allaja.
Podobnie jak jego rodzeństwo, w latach 20. zmienił nazwisko z Zogolli na Zogu. Ostatnie lata życia spędził na emigracji. Odznaczony Orderem Skanderbega I kl.

## Potomstwo
Xhelal miał ośmioro dzieci (czterech synów i cztery córki):
- Said (ur. 1909, zm. ok. 1910)
- Malika (ur. 1911, zm. 1911)
- Elvira (ur. 1932, zm. 2015)
- Skender (ur. 1933)
- Melita (ur. 1934, zm. 2016)
- Vera (ur. 1936)
- Mirgin (ur. 1937)
- Genc (ur. 1938, zm. 1944)